# Svetlana Ševelëva
Svetlana Ševelëva (in russo Светлана Шевелёва?; 26 gennaio 1997) è una schermitrice russa, specializzata nella sciabola.

## Palmarès
- Mondiali

Wuxi 2018: argento nella sciabola a squadre.
- Europei

Novi Sad 2018: oro nella sciabola a squadre e bronzo nella sciabola individuale.